# Grundsee
Als Grundsee werden Wasserwellen bei starkem Seegang bezeichnet, die in den relativ seichten Küstengewässern höher und damit steiler werden, ehe sie brechen. Ursache dafür ist, dass sich Wellen im flacheren Wasser langsamer als im tiefen Wasser ausbreiten. Im Vergleich zum tiefen Wasser können sie dort doppelt so hoch werden. Grundseen entstehen, wo die Wassertiefe geringer ist als die halbe Wellenlänge beziehungsweise etwa fünffache Wellenhöhe an der Gewässeroberfläche. Den Namen haben Grundseen erhalten, weil sie den Meeresgrund aufwühlen und daher das Wasser dort größere Mengen an Schwebfracht, vor allem auch relativ grobe Partikel (Sand), mit sich führt (siehe auch → Tempestit).
Grundseen sind gefährlich, weil Schiffe in der sehr steilen, brechenden See querschlagen, kentern und sinken können. Es kann auch vorkommen, dass Schiffe auf dem Grund aufschlagen, wenn die Wassertiefe zwischen zwei Wellenbergen geringer ist als der Tiefgang des Schiffes. Von dieser Gefahr sind auch Seenotrettungskreuzer betroffen, wenn sie bei Stürmen in Küstennähe oder in der Nähe von Untiefen Rettungseinsätze fahren (siehe auch: Unglück des Seenotrettungskreuzers Alfried Krupp vom 1. Januar 1995 oder der Adolph Bermpohl 1967).